# کارن ماتئوسیان (ارمنستان‌شناس)
کارن آرتاشسی ماتئوسیان (ارمنی: Կարեն Արտաշեսի Մաթևոսյան؛  زادهٔ ۷ مارس ۱۹۵۸) یک تاریخ‌نگار هنر، ارمنستان‌شناس و աղբյուրագետ اهل ارمنستان است. وی هم‌اکنون ریاست بخش تاریخ هنر در موزه نسخه‌های خطی ماتناداران در ایروان را بر عهده دارد.

## زندگی‌نامه
در ۷ مارس ۱۹۵۸ در ایروان به دنیا آمد و از دانشگاه دولتی علوم پرورشی خاچاطور آبوویان ارمنستان (۱۹۷۹) فارغ‌التحصیل شد. وی در نگارخانه ملی ارمنستان، ماتناداران و دانشکده علوم الهی گئورگیان فعالیت می‌کرد.  وی همچنین برنده نشان افتخار ساهاک مقدس-مسروپ مقدس شده است.
ماتئوسیان ۲۵ جلد کتاب و نزدیک به ۱۱۵ مقاله علمی در زمینه‌های تاریخ، معماری و هنر ارمنستان قرون وسطی، با تمرکز ویژه بر پایتخت قرون وسطایی آن، شهر آنی، که خود متخصص در آن محسوب می‌شود، تألیف نموده یا مشارکت کرده است.

## یادداشت
1. ↑  պատմական գիտությունների դոկտոր
2. ↑  հայագետ